# Johnny Marvin
Johnny Marvin (Oklahoma, Estados Unidos, 11 de julho de 1897- 10 de dezembro de 1944) foi um compositor de canções estadounidenses. Durante a Segunda Guerra Mundial, eles se uniram às United Service Organizations, onde se juntaram às tropas; contrajo a febre da dengue e morreu em pouco tempo.
Foi gravado por ter composto a canção Dust, que foi indicada ao prêmio Óscar pela melhor canção original de 1938 e que apareceu no filme Under Western Stars; finalmente o prêmio ganhou a canção Obrigado pela memória incluída na banda sonora do filme The Big Broadcast de 1938.

## Prêmios
Prêmio Oscar
| Ano  | Categoria              | Canção | Resultado |
| ---- | ---------------------- | ------ | --------- |
| 1939 | Melhor Canção Original | Dust   | Indicado  |